# Joel Kinnaman
Joel Kinnaman (født 25. november 1979 i Stockholm) er en svensk skuespiller. Han har blandt andet spillet Stephen Holder i den amerikanske krimiserie The Killing, Takeshi Kovacs i sæson 1 af sci-fi-serien Altered Carbon og været med i det alternative historiedrama For All Mankind.
Han er halvbror til skuespillerinden Melinda Kinnaman.

## Udvalgt filmografi
- Storstad (tv-serie, 1990-1991)
- Hannah med H (2003)
- Storm (2005)
- Arn: Tempelridderen (2007)
- Arn - riget ved vejens ende (2008)
- Johan Falk (filmserie, 2009-2012)
- Snabba cash (2010)
- The Girl with the Dragon Tattoo (2011)
- The Killing (tv-serie, 2011-2014)
- Snabba cash II (2012)
- Snabba cash - Livet deluxe (2013)
- RoboCop (2014)
- Suicide Squad (2016)
- House of Cards (tv-serie, 2016-2017)
- Hanna (tv-serie, 2019-2021)
- The Suicide Squad (2021)